# بوب ديفيس (لاعب كرة قدم أمريكية أمريكي)
بوب ديفيس (بالإنجليزية: Robert Thomas Davis)‏ هو لاعب كرة قدم أمريكية أمريكي، ولد في 3 مايو 1927 في كولومبوس في الولايات المتحدة، وتوفي في 12 يونيو 2010 في غاستونيا في الولايات المتحدة.

## وصلات خارجية
- روبرت ديفيس على موقع مرجع كرة القدم المحترفة.كوم (الإنجليزية)